# Jicchak Sade
Jicchak Sade (ur. 10 sierpnia 1890, zm. 20 sierpnia 1952) – izraelski dowódca wojskowy w stopniu generała majora (alluf), oficer Sił Obronnych Izraela, pedagog.

## Młodość
Urodził się jako Jicchak Landoberg w Lublinie, będącym wówczas częścią Imperium Rosyjskiego (obecnie Polska). Jego matka, Rebeka, była córką rabina Lublina, Szneura Zalmana Fradkina. Młody Jicchak uczył się przy rabinie Hilelu Cajtlinie.
Podczas I wojny światowej służył w Armii Imperium Rosyjskiego. Został odznaczony za odwagę i awansowany na dowódcę kompanii. W 1917 roku spotkał aktywistę ruchu syjonistycznego Josefa Trumpeldora. Pod jego wpływem przyłączył się do młodzieżowej organizacji syjonistycznej He-Chaluc. Po wojnie rozpoczął studia na Uniwersytecie Simforfol na Krymie. Po śmierci Trumpeldora w 1920 roku w Tel Chaj, opuścił szkołę i wyjechał do Mandatu Palestyny.

## Kariera wojskowa

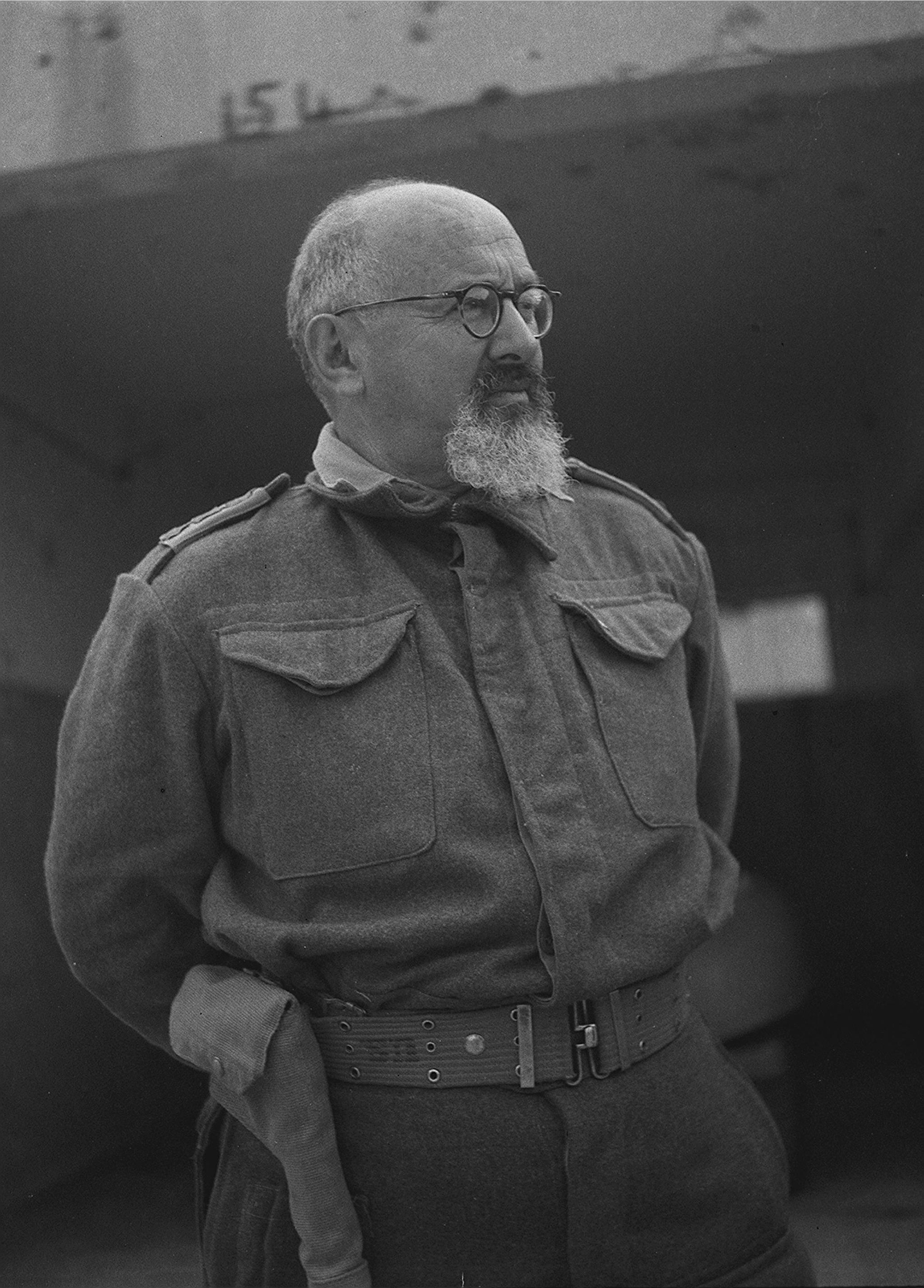
Jicchak Sade, 1948 r.

Po przyjeździe do Palestyny zmienił swoje nazwisko i w 1921 roku wstąpił do żydowskiej organizacji paramilitarnej Hagana. Dowodził obroną położonego na północy kibucu Kefar Giladi. Podczas arabskich rozruchów w latach 1936–1939 zyskał uznanie jako dowódca mobilnych oddziałów Hagany, które prowadziły akcje odwetowe na Arabach. W 1937 roku ewoluowały one w Kompanie Polowe (hebr. פלוגות השדה, Peluggot Sade), których działalność była zaaprobowana przez Brytyjczyków. W 1938 roku dowodził obroną kibucu Chanita. Od 1941 roku organizował system szkoleń paramilitarnych Gadna. Podczas II wojny światowej został pierwszym dowódcą kompanii szturmowych Palmach. W 1945 roku awansował na Szefa Sztabu Generalnego Hagany. Prowadził negocjacje z żydowskimi organizacjami paramilitarnymi Irgun i Lechi, aby podjąć wspólne działania przeciwko brytyjskim władzom mandatowym. Pod koniec 1946 roku został odsunięty od naczelnego dowództwa przez Dawida Ben Guriona, który obawiał się o swoje przywództwo.
Na początek wojny domowej w Mandacie Palestyny w grudniu 1947 roku dowodził obroną kibucu Miszmar ha-Emek. Był on otoczony przez siły Arabskiej Armii Wyzwoleńczej, i Sade musiał organizować obronę konwojów z zaopatrzeniem. W dniu 19 kwietnia 1948 roku został przeniesiony w rejon Jerozolimy, i tam zastał go wybuch I wojny izraelsko-arabskiej. Przy tworzeniu Sił Obronnych Izraela otrzymał awans na pułkownika i dowodzenie nowo utworzoną 8 Brygadą Pancerną. Doświadczenie bojowe w dowodzeniu wojskami pancernymi zdobywał podczas operacji Danny (10–18 lipca 1948 r.). Następnie prowadził działania na froncie południowym w operacji Jo’aw (15–22 października). Osobiście zaplanował i dowodził operacją Szemone (9 listopada), podczas której zdobyto strategiczny fort Irak Suwajdan. Pod koniec wojny opuścił armię.

## Po opuszczenia armii
Po przejściu na emeryturę zamieszkał w Jafie i zajął się pisaniem licznych opowiadań i artykułów. Jego pisma zostały zebrane i wydane w czterech tomach.
Sade zmarł w Tel Awiwie i został pochowany w kibucu Giwat Brenner.